# Kevin Nisbet
Kevin Nisbet (Glasgow, 8 maart 1997) is een Schots voetballer die als aanvaller speelt. Hij verruilde Dunfermline Athletic in juli 2020 voor Hibernian FC. Nisbet debuteerde in 2021 in het Schots voetbalelftal.

## Clubcarrière
Nisbet speelde in de jeugd van Hibernian FC en wisselde in 2012 naar de jeugdopleiding van Partick Thistle. In 2014 maakte hij zijn profdebuut bij die club. Tot veel speeltijd kwam hij daarna nog niet en er volgden drie verhuurperiodes, achtereenvolgens aan East Stirlingshire, Ayr United en Dumbarton. In 2018 maakte hij transfervrij de definitieve overstap naar Raith Rovers, op het Schotse derde niveau. Na een succesvol seizoen waarin Nisbet met 29 doelpunten uit 34 competitiewedstrijden bijna een op een liep, maakte hij de pikante overstap naar rivaal Dunfermline Athletic. Bij Dunfermline, uitkomend in de Scottish Championship, het tweede niveau, bleef Nisbet bekendstaan als doelpuntenmaker. In juli 2020 transfereerde hij voor €280.000 terug naar zijn jeugdclub Hibernian.

## Interlandcarrière
Nisbet, die niet uitkwam voor nationale jeugdelftallen, debuteerde op 31 maart 2021 voor het Schots voetbalelftal in een WK-kwalificatieduel tegen de Faeröer (4–0 winst). Hij kwam in de 68ste minuut in het veld voor Lyndon Dykes. In zijn tweede interland maakte hij zijn eerste doelpunt. Dit was op 2 juni 2021 in een vriendschappelijke wedstrijd tegen het Nederlands elftal. Ook toen kwam hij als invaller in het veld en maakte slechts drie minuten na zijn wissel de 2–1 (einduitslag 2–2). Nisbet maakte deel uit van de Schotse selectie voor het met een jaar uitgestelde EK 2020. Tijdens dit EK kwam hij in de drie groepswedstrijden telkens als invaller in het veld. De Schotten werden in de groepsfase uitgeschakeld.
| Interlands van Kevin Nisbet voor Schotland | Interlands van Kevin Nisbet voor Schotland | Interlands van Kevin Nisbet voor Schotland | Interlands van Kevin Nisbet voor Schotland | Interlands van Kevin Nisbet voor Schotland | Interlands van Kevin Nisbet voor Schotland |
| No.                                        | Datum                                      | Wedstrijd                                  | Uitslag                                    | Competitie                                 | Bijz.                                      |
| Als speler van Hibernian FC                | Als speler van Hibernian FC                | Als speler van Hibernian FC                | Als speler van Hibernian FC                | Als speler van Hibernian FC                | Als speler van Hibernian FC                |
| ------------------------------------------ | ------------------------------------------ | ------------------------------------------ | ------------------------------------------ | ------------------------------------------ | ------------------------------------------ |
| 1                                          | 31 maart 2021                              | Schotland – Faeröer                        | 4 – 0                                      | WK 2022 kwalificatie                       |                                            |
| 2                                          | 2 juni 2021                                | Nederland – Schotland                      | 2 – 2                                      | Vriendschappelijk                          | Goal                                       |
| 3                                          | 6 juni 2021                                | Luxemburg – Schotland                      | 0 – 1                                      | Vriendschappelijk                          |                                            |
| 4                                          | 14 juni 2021                               | Schotland – Tsjechië                       | 0 – 2                                      | EK 2020                                    |                                            |
| 5                                          | 18 juni 2021                               | Engeland – Schotland                       | 0 – 0                                      | EK 2020                                    |                                            |
| 6                                          | 22 juni 2021                               | Kroatië – Schotland                        | 3 – 1                                      | EK 2020                                    |                                            |
| 7                                          | 4 september 2021                           | Schotland – Moldavië                       | 1 – 0                                      | WK 2022 kwalificatie                       |                                            |
| 8                                          | 7 september 2021                           | Oostenrijk – Schotland                     | 0 – 1                                      | WK 2022 kwalificatie                       |                                            |
| 9                                          | 12 oktober 2021                            | Faeröer – Schotland                        | 0 – 1                                      | WK 2022 kwalificatie                       |                                            |
| 10                                         | 12 november 2021                           | Moldavië – Schotland                       | 0 – 2                                      | WK 2022 kwalificatie                       |                                            |